# イェンス・フォイクト
イェンス・フォイクト（Jens Voigt, 1971年9月17日 - ）は、ドイツ出身の自転車ロードレース選手。脚質はルーラー、オールラウンダー。選手仲間からの人望も厚くUCIプロツアーにおいて選手組合 (CPA) の代表も務めている。身長189センチ、体重76キロ。妻との間に6人の子を持つ。なおドイツ語では苗字はフォークトと発音される 。

## 経歴
当時の東ドイツ・ロストック県（現在のメクレンブルク＝フォアポンメルン州）グレーヴェスミューレンに生まれる。ちなみにヤン・ウルリッヒもこの地方（ロストック）の出身である。1994年にはアマチュア選手にとって大きなタイトルとなるピースレースに優勝した。
兵役を終えたのち、1997年にプロに転向、オーストラリアのZVVZジャイアントの所属となった。翌年にはフランスのgan（のちのクレディ・アグリコル）に移籍し、2003年まで主力選手として活躍する。この間に2001年のツール・ド・フランスにおけるマイヨ・ジョーヌ獲得（1日間）、及びステージ優勝（第16ステージ）など目覚ましい結果も残している。また2000年のシドニーオリンピックではヤン・ウルリッヒのアシストとしてドイツ代表チームの勝利にも貢献した。
2004年にはデンマークのチームCSC（現在のチーム・サクソバンク）に移籍。この年のツール・ド・フランスではイヴァン・バッソのアシストとして何度も見せ場を作り、あらためてその存在感を見せつけた。2005年のツール・ド・フランスでは第9ステージでクレディ・アグリコル時代の同僚、クリストフ・モローの協力を得て集団から先行、総合首位に立ちマイヨ・ジョーヌを獲得（1日間）した。
2006年にはチームの中心選手の一人としてバッソのジロ・デ・イタリア制覇に貢献。特に19ステージの山岳では逃げ集団のチェックに入り、クイックステップチームのフアン・マヌエル・ガラテの付き位置でゴール前まで2人で逃げ切るという走りを見せた。このステージでのフォイクトはバッソをアシストするため、逃げ集団を全く引かなかった。逃げ集団が崩壊して総合優勝争いに無関係なガラテだけが残った段階でフォイクトの仕事は終了となった。フォイクトはガラテの健闘に敬意を表して、ゴール前でのスプリント勝負を仕掛けなかった。このフォイクトの配慮もあってガラテはこの年のジロ・デ・イタリアの山岳賞を獲得、フォイクトが最後にガラテの背中を叩いてステージ優勝を譲ったシーンは多くのファンを感動させた。
その後エースとして出場したドイツ・ツアーでは見事に総合優勝を果たし、翌2007年にも総合優勝して、史上初のドイツ・ツアー2連覇を遂げている。
2008年にはジロ・デ・イタリアの第18ステージで逃げ集団に乗り、最終的には逃げ集団からも飛び出して素晴らしい速度で走り続け、見事に単騎逃げを決めた。このステージはパオロ・ベッティーニがジロ・デ・イタリアでステージ優勝を取る最後のチャンスと目されており、またステージ中盤の山岳では一時ベッティーニと共に遅れかけたことから、フォイクトの逃げ切り勝利は驚きの目で見られた。
2008年のツール・ド・フランスでは、中盤から後半にかけて活躍しカルロス・サストレの総合優勝に貢献した。ちなみに最終ステージでは、シャンゼリゼでの周回レース終盤にシートポストがヤグラ付近から折れたため、立ち漕ぎをしているシーンがテレビ中継で映し出された。
その後、前人未到のドイツツアー3連覇に挑んだものの、山岳ステージの第1ステージで大きく遅れを取り、総合優勝を諦めざるを得なかった。しかし、直後のツール・ド・ポローニュでは山岳の第6ステージで実力を遺憾なく発揮し、総合優勝に輝いた。
2009年のツール・ド・フランスでは何度も逃げに加わって多くの見せ場を作ったが、第16ステージ終盤、プチ・サン・ベルナール峠から下りの途中、突然バランスを崩し顔面から落車。脳震盪と頬骨骨折でリタイヤした。またこの年の秋には、チーム・サクソバンクの一員としてジャパンカップ参戦のため来日、クリス・アンカー・セレンセンの優勝に貢献した。
2011年、チーム・レオパード・トレックに移籍。
2014年9月、引退レースとしてアワーレコードに挑戦、51.115km/hの新記録（当時）を樹立して有終の美を飾り競技生活から引退した。
ツール・ド・フランスには1998年から2014年まで17年連続で出場し、個人総合最高位は2007年の28位。一方で、ブエルタ・ア・エスパーニャには一度も出場することはなかった。

## 脚質
強いスプリント力は持たないが、ルーラーとしての能力は非常に高く、チームメイトのファビアン・カンチェラーラと並んでチームCSC-サクソバンク、チーム・サクソバンク、レオパード・トレックのダイナモとなっていた。実際、この二人が交代しつつ平地で集団を引き始めると集団の速度は一気に上がるため、チームの戦術オプションの一つとして逃げ集団の追撃や後続の分断などに多用されている。
また山岳もある程度こなせる能力があり、特にジロ・デ・イタリアでは山岳ステージで大逃げを決めたり、山岳タイムトライアルで上位に食い込むなどの見せ場を作ることが多い。2008年ツール・ド・フランスのピレネー越えでは1級山岳の前半部分を凄まじい速さで引き続け、一流クライマーであるダミアーノ・クネゴやアレハンドロ・バルベルデを集団から振り落としたことさえある。
大ベテランの域に達した頃は、レース全体を見据えた駆け引きも非常にうまく、総合優勝を狙う選手のアシストとして極めて有能な選手と言える。
またドイツ・ツアーやクリテリウム・インターナショナルのようにエースとして出場するレースでは、オールラウンダーとしての総合力を遺憾なく発揮し、何度か総合優勝を遂げている。

## 主な戦績
1998年
バスク一周区間1勝（第5ステージ）、ツール・ド・フランス山岳賞ジャージ（第9ステージ）
1999年
クリテリウム・アンテルナシオナル総合優勝
2001年
ツール・ド・フランス区間1勝（第16ステージ）及びマイヨ・ジョーヌ（第7ステージ）、ドーフィネ・リベレ区間1勝（第7ステージ）
2004年
クリテリウム・アンテルナシオナル総合優勝、バスク一周区間1勝（第5ステージ）
2005年
パリ〜ニース区間1勝（プロローグ）、バスク一周区間1勝（第5ステージ）
2006年
ドイツ・ツアー総合優勝、区間3勝（第2、6、7ステージ）、ツール・ド・フランス区間1勝（第13ステージ）
2007年
ドイツ・ツアー総合優勝、区間1勝（第8ステージ）、クリテリウム・アンテルナシオナル総合優勝、ツアー・オブ・カリフォルニア区間1勝（第3ステージ）
2008年
ツール・ド・ポローニュ総合優勝、区間1勝（第8ステージ）、クリテリウム・アンテルナシオナル総合優勝、ジロ・デ・イタリア区間1勝（第18ステージ）
2009年
クリテリウム・アンテルナシオナル総合優勝
2010年
カタルーニャ一周区間1勝(第4ステージ)
2013年
ツアー・オブ・カリフォルニア区間1勝（第5ステージ）
2014年
アワーレコード樹立

## 注
1. ↑  ドイツ語: Voigt: [foːkt] ( Duden Das Aussprachewörterbuch (6 ed.). Dudenverlag. p. 824. ISBN 978-3-411-04066-7)
2. ↑  Jens Voigt out of race after bloody crash